# Lękwica
Lękwica (kaszb. Łãkwica lub Łãkòjce, niem. Lankwitz) – wieś w Polsce położona w województwie pomorskim, w powiecie słupskim, w gminie Redzikowo. 
Wieś wchodzi w skład sołectwa Wiklino.
W latach 1975–1998 miejscowość administracyjnie należała do województwa słupskiego.
Około 1,3 km na północny zachód od Lękwicy znajdował się nieistniejący już przystanek kolei wąskotorowej Łękwica na linii Słupsk - Cecenowo.

## Nazwa
Nazwa, pierwszy raz wzmiankowana w 1756, ma genezę słowiańską i charakter patronimiczny. Powstała przez dodanie do nazwy osobowej Łęk, Łęka (por. Łękomir) formantu -owice. Friedrich Lorentz odnotował fomę nazwy w lokalnych gwarach słowińskich: Lą̃kvjică, wraz z nazwami mieszkańców: Lą̃kvjičȯu̯n, Lą̃kvjičȯu̯nkă „lękwiczanin, lękwiczanka”. Nazwa niemiecka jest adaptacją fonetyczną pierwotnej nazwy słowiańskiej, a współczesna polska – w miejsce oczekiwanej *Łękowice – wynikiem resubstytucji formy niemieckiej.
Rada Języka Kaszubskiego proponuje kaszubską formę Lãkwica.